# العلاقات الأندورية التشيلية
العلاقات الأندورية التشيلية هي العلاقات الثنائية التي تجمع بين أندورا وتشيلي.

## مقارنة بين البلدين
هذه مقارنة عامة ومرجعية للدولتين:
| وجه المقارنة                                              | أندورا                                                     | تشيلي                         |
| --------------------------------------------------------- | ---------------------------------------------------------- | ----------------------------- |
| المساحة (كم2)                                             | 468                                                        | 756.10 ألف                    |
| عدد السكان (نسمة)                                         | 76.18 ألف                                                  | 17.37 مليون                   |
| الكثافة السكانية (ن./كم²)                                 | 16.28 ألف                                                  | 22.97                         |
| العاصمة                                                   | أندورا لا فيلا                                             | سانتياغو                      |
| اللغة الرسمية                                             | اللغة الكتالونية                                           | اللغة الإسبانية               |
| العملة                                                    | يورو                                                       | بيزو تشيلي، وحدة حساب تشيلية ‏ |
| الناتج المحلي الإجمالي (بليون دولار)                      | 3.01 مليار                                                 | 277.08 مليار                  |
| الناتج المحلي الإجمالي (تعادل القوة الشرائية) بليون دولار |                                                            | 419.39 مليار                  |
| الناتج المحلي الإجمالي الاسمي للفرد دولار أمريكي          |                                                            | 13.42 ألف                     |
| الناتج المحلي الإجمالي للفرد دولار أمريكي                 |                                                            | 22.07 ألف                     |
| مؤشر التنمية البشرية                                      | 0.858                                                      | 0.832                         |
| رمز المكالمات الدولي                                      | +376                                                       | +56                           |
| رمز الإنترنت                                              | .ad                                                        | .cl                           |
| المنطقة الزمنية                                           | ت ع م+01:00، توقيت وسط أوروبا، ت ع م+02:00، أوروبا/أندورا ‏ | 00، 00، 00، 00                |

## منظمات دولية مشتركة
يشترك البلدان في عضوية مجموعة من المنظمات الدولية، منها:
| علم المنظمة | اسم المنظمة                   | تاريخ انضمام أندورا | تاريخ انضمام تشيلي |
| ----------- | ----------------------------- | ------------------- | ------------------ |
|             | منظمة الشرطة الجنائية الدولية | ?                   | ?                  |
|             | الأمم المتحدة                 | 28 يوليو 1993       | 24 أكتوبر 1945     |
|             | منظمة حظر الأسلحة الكيميائية  | ?                   | ?                  |
|             | يونسكو                        | 20 أكتوبر 1993      | 7 يوليو 1953       |
|             | الاتحاد الدولي للاتصالات      | 12 نوفمبر 1993      | 1908               |

## وصلات خارجية
- موقع وزارة الخارجية الأندورية
- موقع وزارة الخارجية التشيلية